# Campeonato Europeo de Ciclismo BMX de 2021
El XXVI Campeonato Europeo de Ciclismo BMX se celebró en Heusden-Zolder (Bélgica) entre el 9 y el 11 de julio de 2021 bajo la organización de la Unión Europea de Ciclismo (UEC) y la Federación Belga de Ciclismo.

## Resultados
| Evento            | Oro                     | Plata                             | Bronce                 |
| ----------------- | ----------------------- | --------------------------------- | ---------------------- |
| Masculino (10.07) | Arthur Pilard Francia   | Mitchel Schotman · Países Bajos · | Eddy Clerté Francia    |
| Femenino (10.07)  | Zoé Claessens · Suiza · | Manon Valentino Francia           | Tessa Martinez Francia |

## Medallero
| Núm. | País         | Oro | Plata | Bronce | Total |
| ---- | ------------ | --- | ----- | ------ | ----- |
| 1    | Francia      | 1   | 1     | 2      | 4     |
| 2    | Suiza        | 1   | 0     | 0      | 1     |
| 3    | Países Bajos | 0   | 1     | 0      | 1     |
|      | TOTAL        | 2   | 2     | 2      | 6     |